# Give Up the Funk (Tear the Roof off the Sucker)
Give Up the Funk (Tear the Roof off the Sucker) o como en el título de su sencillo Tear the Roof off the Sucker (Give Up the Funk) es una canción de funk del cuarto álbum de Parliament, Mothership Connection. Fue el segundo sencillo del álbum lanzado en abril de 1976 y al igual que todas las canciones de la banda fue grabada en United Sounds Studio en Detroit. Es considerada una de las mejores canciones de Parliament, y una de las más características del género funk.

## Apariciones en otros medios

### En cine
"Give Up the Funk (Tear the Roof off the Sucker)" se ha escuchado en varias películas, incluyendo el tráiler y cierre de la película Undercover Brother, en la película de 2006  Click protagonizada por Adam Sandler, en la película de 1990 Slums of Beverly Hills, en la película de 2005 Beauty Shop, en la película de 2008 Cloverfield, en la película de 2011 Moneyball, y en la película de 2016 The Purge: Election Year

### En televisión
- Apareció en la serie de televisión británica The Mighty Boosh en el episodio  "The Legend of Old Gregg".
- Fue interpretada en la serie de televisión Glee, en el capítulo "Funk".
- Suena en un capítulo How I meet your mother que cuenta con la aparición de George Clinton, Marshall cree que Lily lo dejó por la leyenda del funk.
- Suena en el segundo episodio de la temporada 1 de la serie de televisión web británica Sex Education

## Posiciones en las listas
| País           | Lista (1976)          | Posición |
| -------------- | --------------------- | -------- |
| Estados Unidos | Billboard Hot 100     | 15       |
| Estados Unidos | Billboard R&B Singles | 5        |